# Hypselodoris whitei
Hypselodoris whitei (A. Adams & Reeve, 1850) è un mollusco nudibranchio della famiglia Chromodorididae.